# Escuela Real de Shusha
La Escuela Real de Shusha (en azerí: Şuşa real məktəbi) fue una escuela con seis clases, ubicada en Shusha, Azerbaiyán, en la disputada región de Nagorno-Karabaj. La fase de construcción de la escuela se completó en 1881. La escuela dejó de funcionar tras la captura de Shusha por las fuerzas armenias en 1992 y ahora se encuentra en estado ruinoso.

## Historia
En el siglo XIX comenzaron a aparecer nuevos tipos de escuelas en Azerbaiyán. Durante este período sólo había una escuela principal en Bakú y un gimnasio clásico en la ciudad de Ganyá.
El 20 de septiembre de 1881 fue fundada la Escuela Real de Shusha. Después de los primeros años de la apertura de la escuela, se inscribieron 159 alumnos. En 1886 se gastaron 7500 manats en el desarrollo de la escuela.
La Escuela Real de Shusha era considerada una institución educativa en aquella época. Mirza Salah bey Zohrabbeyov, Yusif bey Malikhaqnazarov, Hashim bey Vazirov, fueron parte de los educadores de renombre de la época, que enseñaron en la Escuela. Los dos famosos escritores azerbaiyanos Abdurrahim bey Hagverdiyev y Yusif Vazir Chamanzaminli estudiaron en la Escuela Real de Shusha.
La escuela funcionó hasta la ocupación de la ciudad de Shusha por las fuerzas armadas de Armenia en 1992. Después de la ocupación la escuela se quemó y arruinó por los armenios. El 8 de noviembre de 2020 la ciudad de Shusha fue liberada por las fuerzas de Azerbaiyán.
El 20 de mayo de 2022, el presidente de Azerbaiyán, Ilham Aliyev, ordenó la reconstrucción de la escuela.

### Estado actual
El estado de la escuela se ha deteriorado constantemente después de la captura de Shusha por las fuerzas armenias en 1992. Actualmente se encuentra en un estado ruinoso.

## Galería

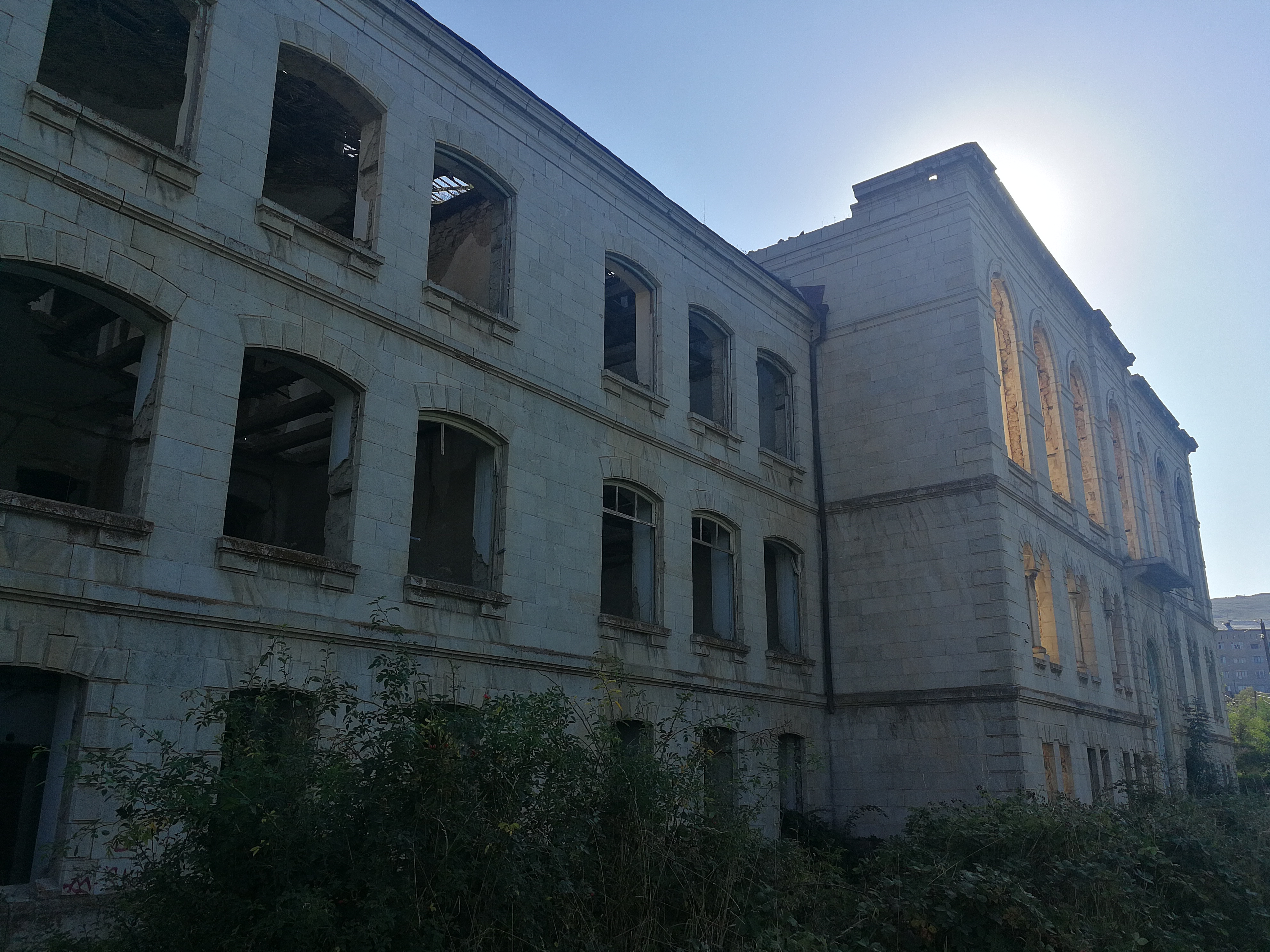
Vista lateral de la escuela
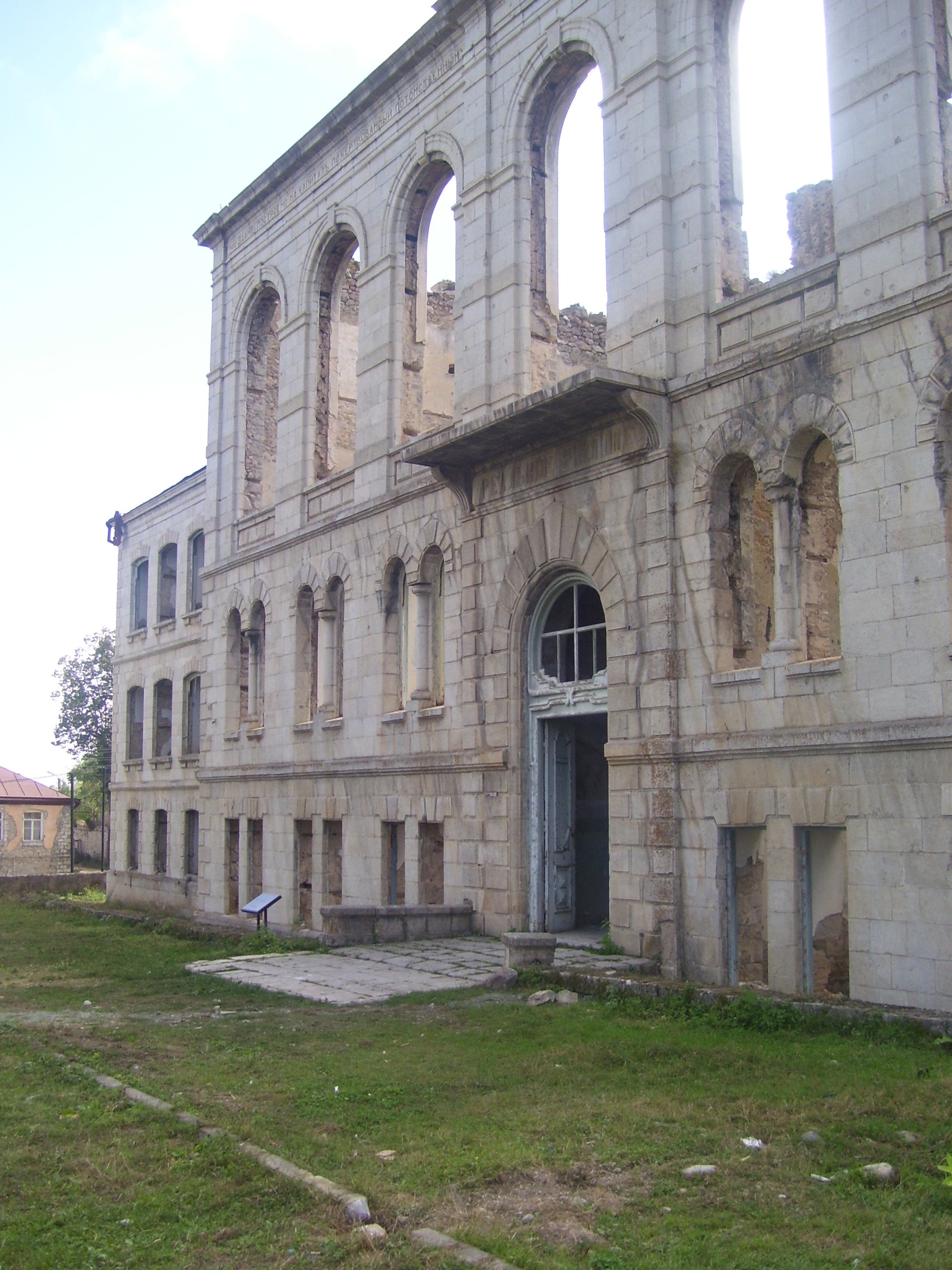
Escuela Real de Shusha
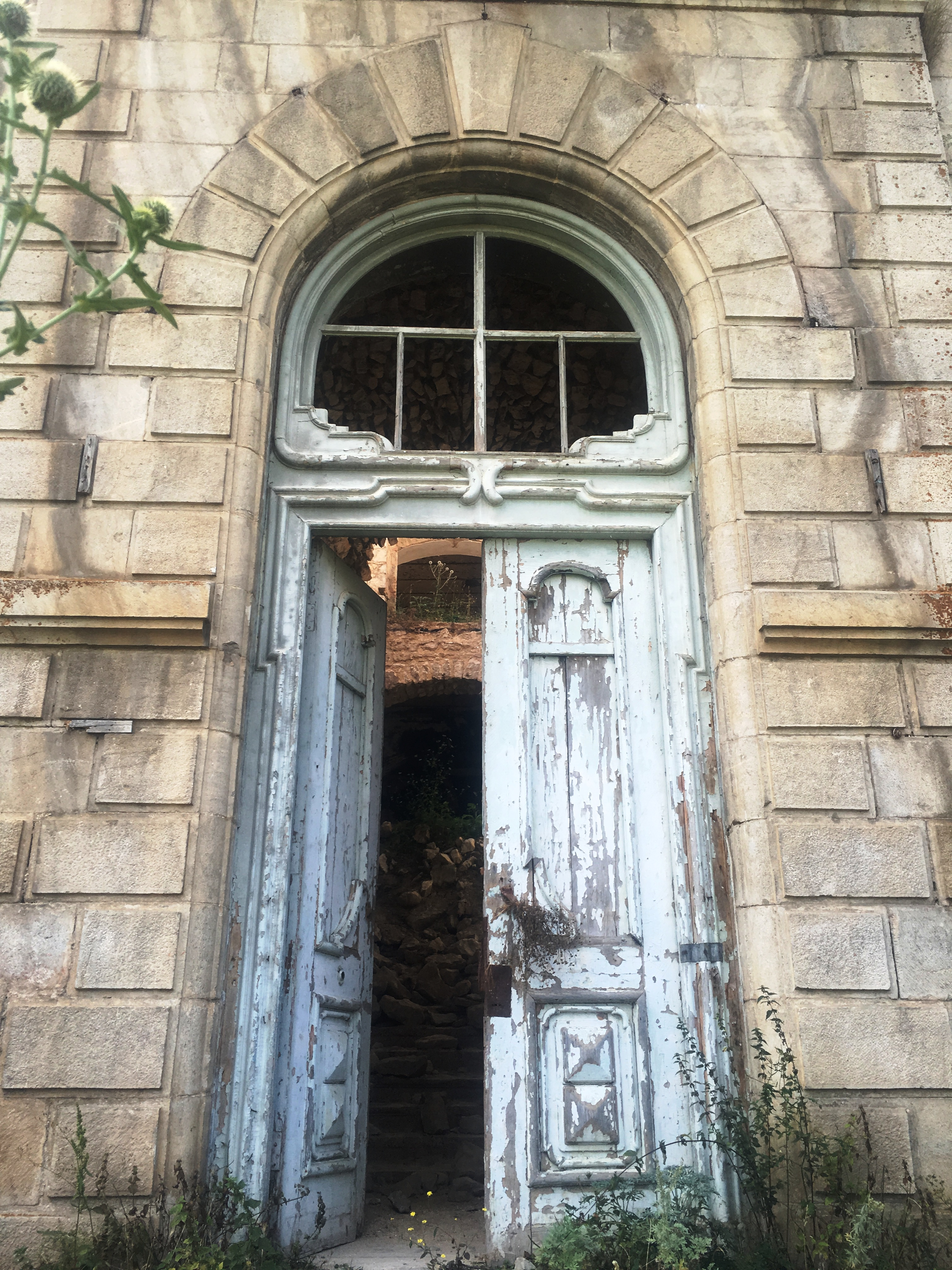
Entrada de la escuela
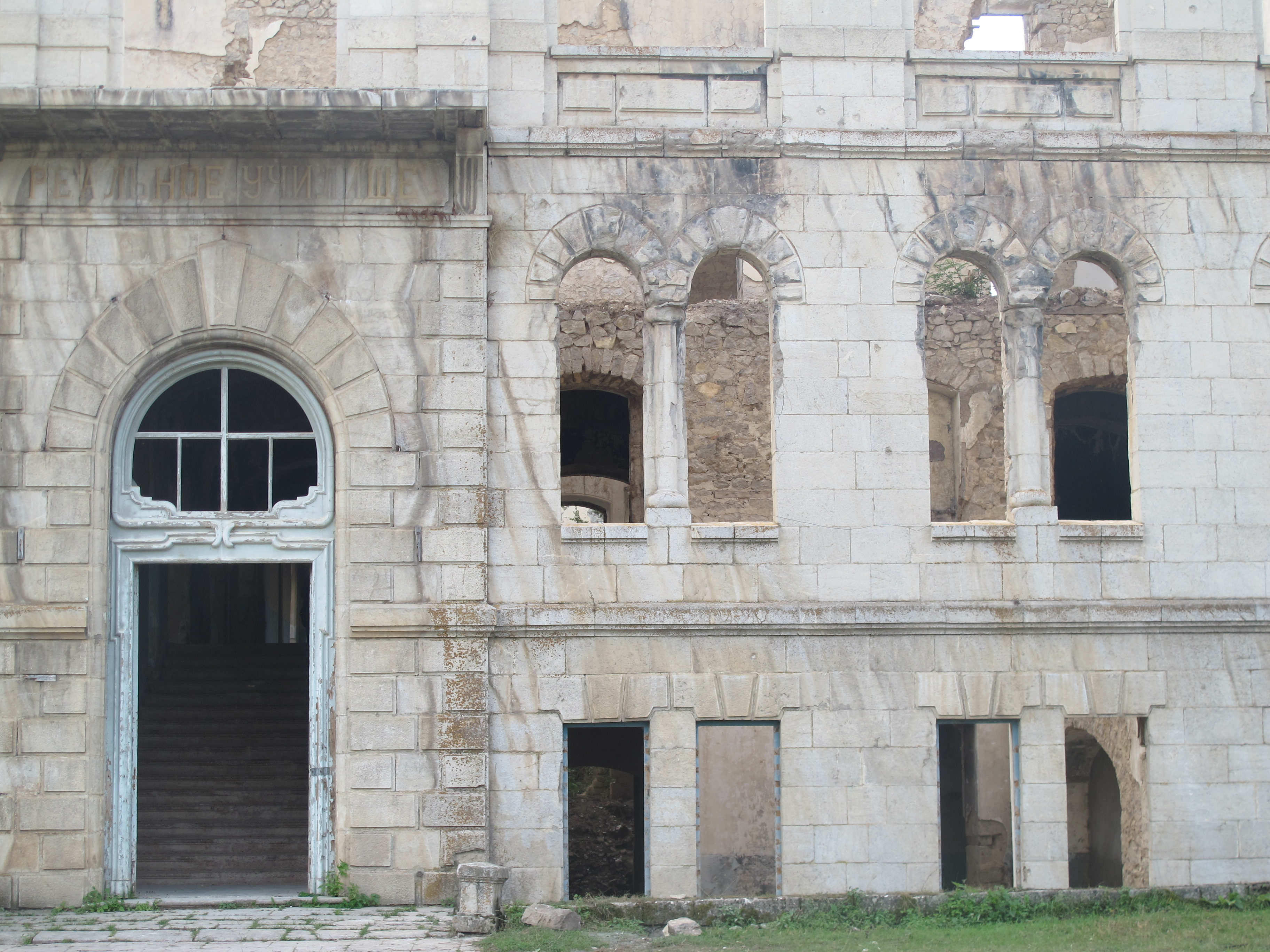
Vista frontal de la escuela
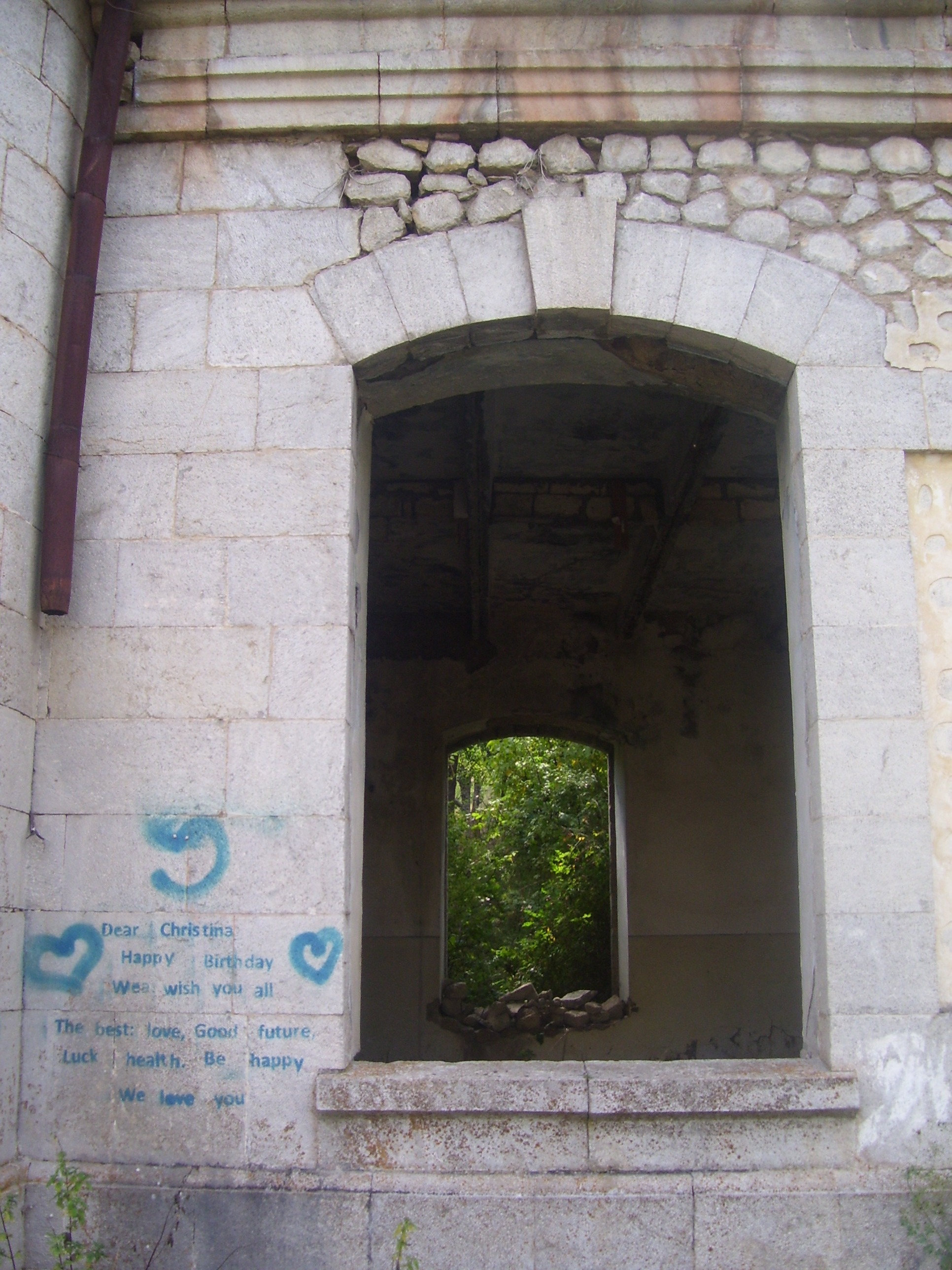
Paredes vandalizadas de la escuela
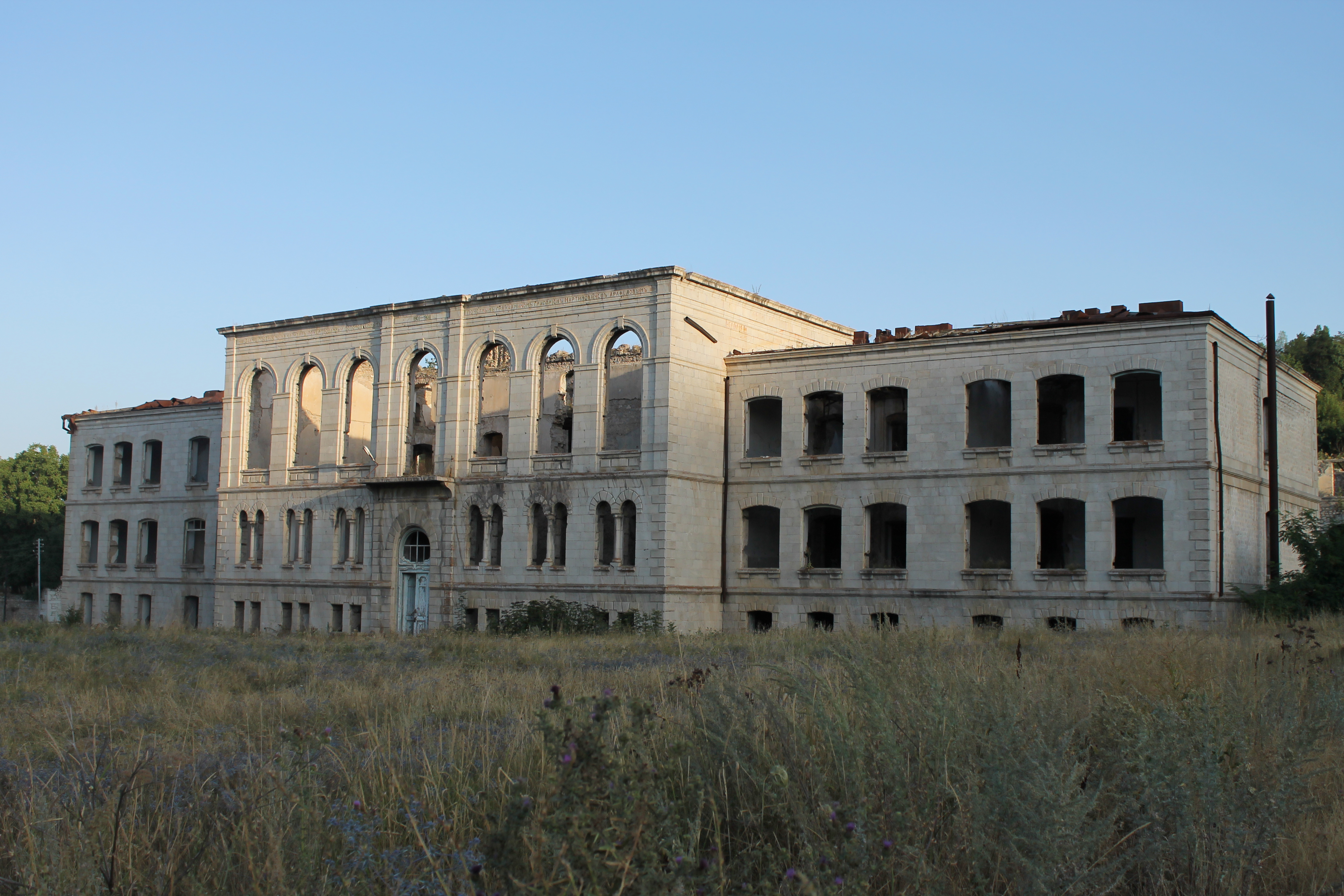
Vista general de la escuela
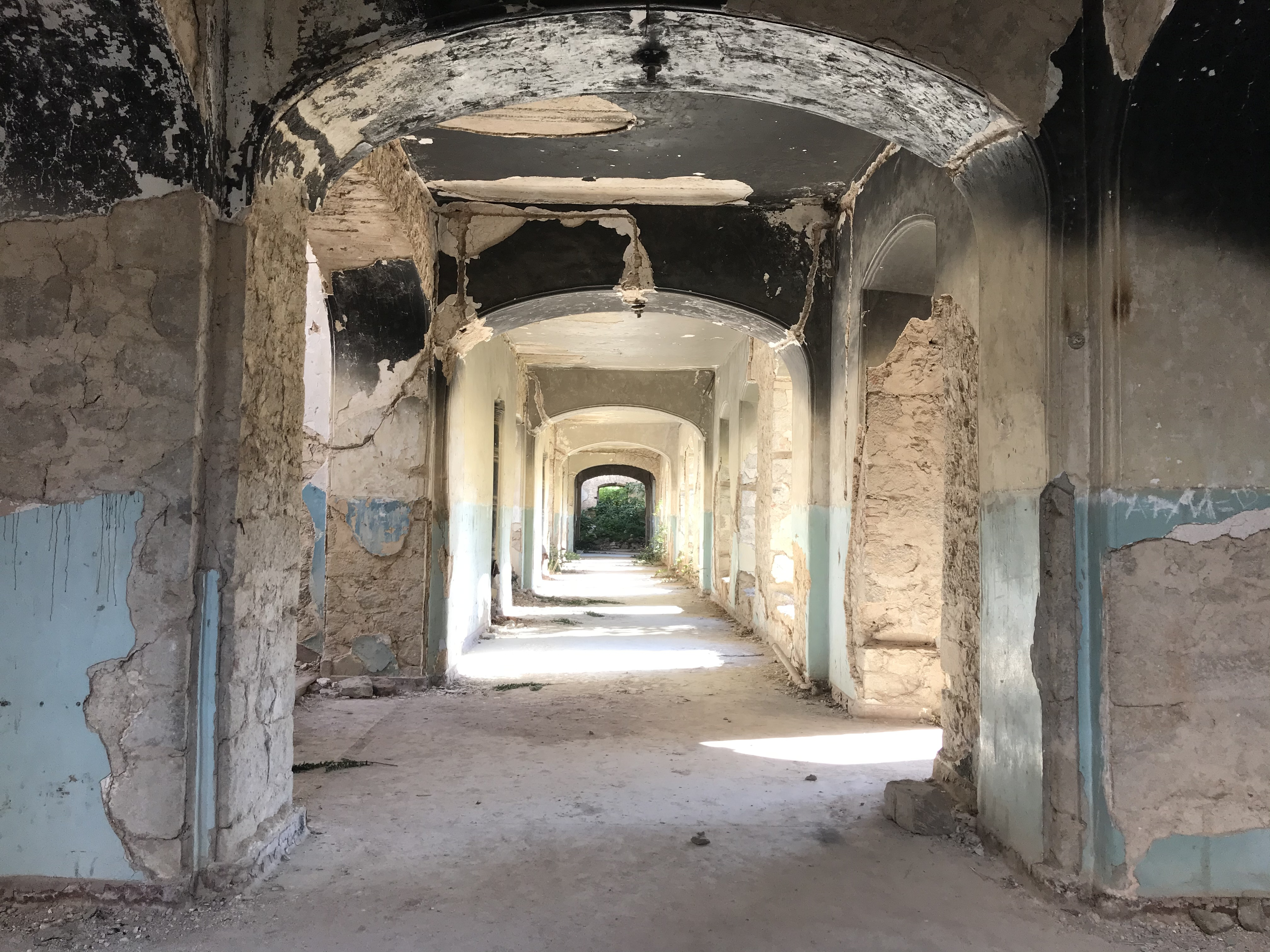
Dentro de la escuela